# بعثة الأمم المتحدة لمساعدة رواندا
بعثة الأمم المتحدة لمساعدة رواندا هي بعثة أمنية أنشئت بموجب قرار مجلس الأمن التابع للأمم المتحدة رقم 872 في 5 أكتوبر 1993. كان الهدف منها المساعدة في تنفيذ اتفاقية أروشا الموقعة في 4 أغسطس 1993، والتي كانت من المفترض أن تنهي الحرب الأهلية الرواندية. استمرت المهمة من أكتوبر 1993 إلى مارس 1996. حيث كانت أنشطتها تهدف إلى مساعدة عملية السلام بين الحكومة الرواندية التي يهيمن عليها الهوتو والجبهة الوطنية الرواندية المتمردة التي يهيمن عليها التوتسي. وقد حظيت البعثة باهتمام كبير بعد إخفاقها بسبب قيود المفروضة عليها في قواعد الاشتباك الخاصة بها ومنع الإبادة الجماعية في رواندا واندلاع القتال. ورغم ذلك امتد تفويضها إلى ما بعد قيام الجبهة الوطنية الرواندية بإسقاط الحكومة حتى أزمة لاجئي البحيرات العظمى. لتعتبر المهمة فشلاً ذريعاً.